# (774) Армор
(774) Армор (фр. Armor) — астероид главного пояса, который принадлежит к светлому спектральному классу S. Он был открыт 19 декабря 1913 года французским астрономом Шарлем ле Морваном в Парижской обсерватории и назван в честь Арморики, исторической области на северо-западе современной Франции, откуда был родом первооткрыватель астероида. Тиссеранов параметр относительно Юпитера — 3,209.

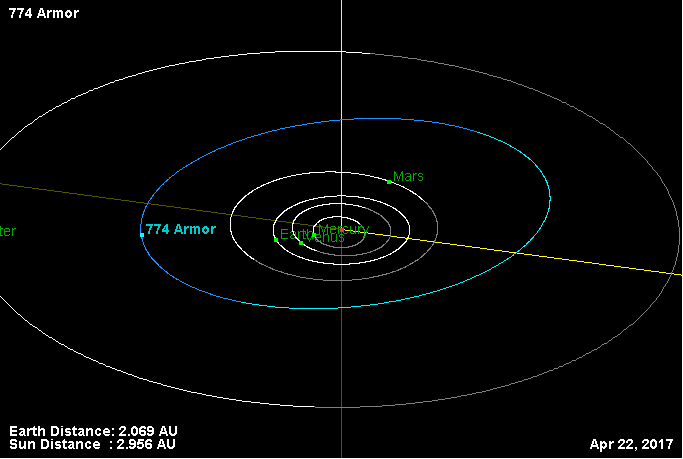
Орбита астероида Армор и его положение в Солнечной системе